# 조지 A. 로메로
조지 A. 로메로(George Andrew Romero, 1940년 2월 4일 ~ 2017년 7월 16일)는 미국의 영화 감독, 영화 각본가, 영화 편집자, 배우, 작곡가이다. 뉴욕 출신으로 부친은 쿠바계, 모친은 리투아니아계이다. 좀비가 등장하는 일련의 영화(좀비 연작)로 유명하다. 1968년 공포영화 《살아있는 시체들의 밤》으로 데뷔하였다. 좀비영화 감독의 일인자로 꼽히며 호러영화의 거장, 컬트영화의 귀재로 평가된다. 2017년 7월 16일 향년 77세의 나이에 폐암으로 사망했다.

## 인물
어릴 적부터 영화를 좋아해서 영국의 뮤지컬 영화 《호프만 이야기》（1952년）를 보고 감명을 받아 영화 제작의 꿈을 품게 되었다.
벨라루고시 주연의 고전 명작 《드라큘라》(1931년）, 보리스카로프 주연의 《프랑켄슈타인》（1931년）등 공포 영화를 무척 좋아했기에 후에 이들이 좀비물 등 캐릭터의 설정과 호러영화 제작에도 큰 영향을 끼쳤다. 로메로의 영화에 대한 관심이 높아져 가던 중학생 때인 1954년, 아버지가 사준 8밀리 카메라로 The Man from the Meter라는 영화를 제작, 촬영하다가 인형에 불을 붙여 빌딩에서 떨어뜨렸고 경찰에게 붙잡혀 심하게 혼났다는 일화가 있다.
피츠버그의 카네기 멜론 대학에 재학 중이던 1959년, 앨프리드 히치콕 감독의 서스펜스 영화 《북북서로 진로를 돌려라》의 촬영현장에서 아르바이트를 하지만, 효율성을 중시하는 헐리우드 스타일의 영화제작방식에 의문을 가지게 되었다.
대학졸업 후인 1963년에 피츠버그에서 친구와 "라텐트 이미지"라는 영상제작회사를 설립, 주로 CF, 산업용필름의 제작과 감독 등의 일을 한다. 하지만 극장용 영화제작의 꿈을 버리지 못한 채, 회사에서도 근무하는 한편, 친구인 존 A. 루소, 러셀 트레이너와 지역 유지들이 공동 출자하여 주말 등을 이용해서 영화를 만들 것을 결의하였다. 리처드 매드슨 원작의 SF서스펜스 소설 《아이 엠 레전드: 나는 전설이다》에 감명을 받았던 로메로는 그 작품에서 힌트를 얻어 1968년 《나이트 오브 더 리빙데드》(Night of the Living Dead)를 제작했다. 영화 흥행성적은 실패했지만 후에 드라이브 인 극장과 TV 심야 방송 등에서 컬트적인 인기를 얻는다.
1973년에는 제작자 리처드 P. 루빈스타인과 만나, '로렐 프로덕션'을 설립. 같은 회사의 제작물로 현대 흡혈귀물인 《마틴》（1977년）이 유럽등에서 화제를 불러일으켰고, 로메로의 재능을 간파한 이탈리안 호러영화의 거장 다리오 아르젠또가 공동 출자를 제의해 와 1978년에 《시체들의 새벽》(Dawn Of The Dead)를 완성시킨다. 그의 대표작인 1978년 《시체들의 새벽》은 150만 달러라는 저예산을 들여 제작했음에도 불구하고 세계적으로 대히트하였다. 그 후 단순한 호러 영화감독의 이미지에서 탈피, 다른 장르의 작품에도 의욕을 보여 사회적 문제를 다룬 드라마나 러브스토리 등도 감독을 하지만 실패하였다. 1982년에는 친구인 스티븐 킹의 걸작 《크립 쇼》의 제작을 필두로 또다시 호러영화를 감독하게 된다.
《시체들의 새벽》은 2004년에도 리메이크되어, 《던 오브 더 데드》（잭 슈나이더 감독, 1978년판과 동일한 제목)로 공개되었다. 2005년에는 데니스 하퍼, 아시아 아르젠또(다리오 아르젠또 감독의 딸) 등 유명 스타들을 캐스팅하여 만든 좀비영화 《랜드 오브 더 데드》를 감독했지만 흥행에 성공하지는 못했다. 그러나, 그가 창출해낸 호러영화들은 게임, 영화등 영상 크리에이터 들에게 지금까지도 많은 영향을 주고 있다. 또, 자신이 감독한 《마틴》, 《시체들의 새벽》에선 배우로도 출연하였고, 죠나단 데미감독으로의 열렬한 출연 제의에 의해 《양들의 침묵》（1991년）에서 FBI 수사관역으로서도 출연하기도 하였으며 호러게임 《바이오하자드》의 영화판을 감독한다는 설도 있었지만, 원작의 세계관을 충실히 반영해 만들고 싶었던 로메로와 인기 스타를 캐스팅해서 흥행성을 고려할 수밖에 없었던 제작진과의 의견이 맞지 않아 결국 제작 단계에서 하차하였다.
헐리우드와의 연관에 대해선 《멍키 샤인》,《다크 하프》를 메이저 스튜디오에서 감독해서 The Mummy에 발탁되지만, 여기에서 메이져 스튜디오 제작방식과 로메로의 작품 스타일이 맞지 않아 실현되지 못한 채 끝나버리고 만다. 이는 메이져 스튜디오에 의존하지 않고 독립 프로덕션을 기반으로 메이져에 굴하지 않는 정신의 표본으로도 일컬어진다. The Mummy는 후에 스티븐 소머즈 감독에 의해 《미이라》로 제작되었다.
최근에 발표한 신작으로선 《다이어리 오브 더 데드》（2008년）가 있다

## 작품

#### 좀비 연작
1. 《살아있는 시체들의 밤》(Night of the Living Dead), 1968년
2. 《시체들의 새벽》(Dawn of the Dead), 1978년
3. 《시체들의 날》(Day of the Dead), 1985년
4. 《랜드 오브 더 데드》(Land of the Dead), 2005년
5. 《다이어리 오브 더 데드》(Diary of the Dead), 2008년

#### 기타 작품들
- 《그곳엔 항상 바닐라가 있다》(There's Always Vanilla / The Affair), 1971년
- 《마녀의 시즌》 (Hungry Wives / Jack's Wife / Season of the Witch), 1972년
- 《분노의 대결투》 (The Crazies / CODE NAME:TRIXIE / The Mad People), 1973년
- O.J. Simpson: Juice on the Loose TV 다큐멘타리, 1974년
- 《마틴》 (MARTIN), 1977년
- 《나이트라이더스》 (Knightriders), 1981년
- 《크립 쇼》 (Creepshow), 1982년
- 《멍키 샤인》 (Monkey Shines), 1988년
- 《마스터즈 오브 호러》　(Due occhi diabolici), 1990년
- 《다크 하프》 (The Dark Half), 1993년
- 《브루저》 (Bruiser), 2000년